# (33310) 1998 KF54
1998 KF54 (asteroide 33310) é um asteroide da cintura principal. Possui uma excentricidade de 0.12052020 e uma inclinação de 16.55034º.
Este asteroide foi descoberto no dia 23 de maio de 1998 por LINEAR em Socorro.